# Дикинсон, Дженис
Дже́нис До́рин Ди́кинсон (англ. Janice Doreen Dickinson; род. 15 февраля 1955) — американская супермодель, фотограф, телеведущая, писательница, актриса. Позиционирует себя как первая в мире супермодель.
С 2003 года участвует в различных телепроектах: «America’s Next Top Model», «The Surreal Life», «Abbey & Janice: Beauty & The Best» и других. В период с 2006 по 2008 гг. вела собственное реалити-шоу «The Janice Dickinson Modeling Agency» (в России программа шла на канале MTV под названием «Модельная школа ведьмы Дженис»).

## Биография
Родилась в Бруклине, одном из районов Нью-Йорка, в семье Рэя и Дженни Дикинсонов. Её мать — полька, а отец — шотландского и ирландского происхождения.
Семья Дженис была неблагополучной. Родители зарабатывали мало. Мать работала медсестрой, отец служил в ВМС. При этом в их доме постоянно слышались крики и ругань; отец занимался рукоприкладством. В своей книге «Никто не защитит» («No Lifeguard on Duty: The Accidental Life of the World's First Supermodel») Дженис пишет, что отец с 5 лет насиловал её сестру, а позже, когда Дженис исполнилось 9, применял сексуальное насилие и по отношению к ней. Помимо Дженис у четы Дикинсон было ещё две дочери, старшая Алексис и младшая Дебора «Дебби» (30 сентября 1957 года), также являющаяся моделью.
У Дженис были трудные отношения с родителями. По её словам, её отец был «монстр», который психологически издевался над ней под носом у глотающей таблетки матери. Дикинсон открыто рассказывала об эмоциональном и физическом насилии, которому она подвергалась в детстве и подростковом возрасте, и о том, как её отец изнасиловал одну из её сестер. Пока Дженис росла, она не раз выслушивала от отца: «Ты никогда не будешь собой что-либо представлять!».
Возможно, именно это дало Дженис стремление и энергию доказать обратное.
В 1973 году Дженис окончила среднюю школу. Решив стать фотомоделью, в начале 1970-х годов вернулась в Нью-Йорк.

## Карьера

### Звезда
В начале 1970-х Дженис переехала в Нью-Йорк, чтобы продолжить работу в качестве модели после победы в национальном конкурсе «Мисс высокая мода». Однако в те годы модельные агентства искали голубоглазых блондинок с совершенно другими чертами лица, нежели у Дженис. В популярнейшем американском модельном агентстве «Форд Модэлз» ей отказали. Однако будущая звезда не сдавалась и продолжала обивать пороги модельных агентств.
Удача улыбнулась ей в модельном агентстве Жака Сильверштейна. На момент знакомства у Дженис всё её скудное портфолио состояло из трёх очень плохих снимков каких-то неумелых фотографов. Дженис солгала, что отдала своё «большое» «настоящее» портфолио в очень крупное рекламное агентство, во что не очень верилось. Но девушка Сильверштейна, манекенщица Лоррейн Бракко (будущая номинантка на Оскар и звезда сериала «Клан Сопрано») поверила в талант юной модели и незамедлительно познакомила её с арт-директором парижского отделения журнала Vogue Питером Кнапом. Так началась большая и удачная карьера Дженис Дикинсон.
Первым агентом Дикинсон стала Вильгельмина Купер (Wilhelmina Cooper), основавшая позднее собственное модельное агентство Wilhelmina Models.
Усилия Дженис привели её в Париж, где её «экзотический вид» обеспечил ей место в Европейской индустрии моды.
Карьера Дикинсон была успешной - она появилась на 37-ми обложках журнала Vogue до 1978 года
После этого она вернулась в Нью-Йорк, и снималась для обложек ведущих глянцевых изданий Elle, Harper’s Bazaar, Glamour, Cosmopolitan, Photo, Playboy и Sports Illustrated. На обложке Elle она появлялась семь раз подряд и была лицом рекламной кампании для брендов Revlon, Alberto VO5, Max Factor, Clairol и Orbit.
Она была музой для Версаче, Валентино, Кельвина Кляйна и Аззедина Алайи. Дженис зарабатывала 2000 долларов в день и стала одной из первых моделей в мире, чьи гонорары приблизились к голливудским.
Испытание славой для девушки не прошло бесследно. В 19 лет она, по её же словам, «съедала только один салат в месяц, так как все остальные дни была на кокаиновой диете». Однажды перед дефиле Дженис так перебрала шампанского, что упала с подиума прямо на колени Софи Лорен.

### Телевидение
По прошествии времени, когда слава стала угасать, а на смену первым супер- моделям пришли новые, более молодые и перспективные, Дженис, не желающая уходить со сцены, согласилась на участие в телевизионном проекте «Топ-модель по-американски» в роли судьи и наставника. Её пригласила телепродюсер и модель Тайра Бэнкс. Она поняла, как много может дать Дженис будущим моделям, поведать об опасностях индустрии моды. Но Дженис слишком прямолинейно и жёстко проявляла себя на судейской скамье, из-за чего её впоследствии сменила Твигги.
Дженис была возмущена: «Я только говорю правду, и я спасаю этих девушек, говоря им, что они слишком низкие, слишком толстые или их кожа не годится…», — сказала она.
Однако участие в жюри реалити-шоу America’s Next Top Model последовательно перешло в идею Дженис открыть своё агентство, что она вскоре и сделала.
Модельное агентство Дженис Дикинсон начало свою работу в 2006 году.
Пиар-ходом для агентства стало одноимённое реалити-шоу, которое транслировалось не только в Штатах, но и по всему миру. В России его показывали по каналу МТV Россия под названием «Модельная школа ведьмы Дженис».
Это шоу рассказывает о жизни моделей, повседневных тренировках, кастингах, соревнованиях, прорывах и падениях. Дженис выступила в нём, как главный наставник и учитель юных моделей и будущих звёзд. Помимо того, что она являлась агентом, Дженис также является сценаристом и продюсером этого шоу.
Помимо этого, в 2005 году она была задействована в основном актёрском составе пятого сезона The Surreal Life о жизни знаменитостей, живущих в особняке на Голливуд Хиллз. Сезон был с карнавальной и цирковой тематикой. Также Дженис сыграла небольшую роль в сериале о ведьмах и магии «Зачарованные». В серии, где три сестры инсценировали свою смерть и похороны, Дикинсон сыграла Пейдж, которая прикинулась знаменитой моделью, пришедшей оплакать младшую из сестер, однако её обман быстро раскрылся.
Совместно с английской моделью Эбигэйл Клэнси она участвовала в 2007 году в телешоу Abbey & Janice: Beauty & The Best. Это реалити-шоу рассказывало о попытках Клэнси прорваться на американский модельный рынок. Дженис выступила в роли наставницы.

## Личная жизнь
1970-80-е были годами, когда знаменитости Голливуда практиковали групповые оргии и наркотики, и Дженис не была исключением. Она часто посещала на тот момент популярный у знаменитых людей клуб «Студия 54» («Studio54»). Дженис, не скрывая своей бисексуальности и страсти к наркотикам, была адептом этой моды в полной мере.
Она проводила время с Энди Уорхолом и Труменом Капоте. Крутила романы с Уорреном Битти, Сильвестром Сталлоне, Джеком Николсоном, Лиамом Нисоном, Сэром Миком Джаггером, Ронни Вудом, Келли LeBrock, Князем Альбертом II, Романом Полански, Дольфом Лундгреном, Грейс Джонс, Брюсом Уиллисом, Фрэнком Заппой, Джоном Кьюсаком, Дэвидом О’Хара и Джоном Ловитцем.
Спустя время Дженис решила сменить деятельность, она устала от постоянной кочевой жизни, клубов, ей захотелось тихой семейной жизни, которую она, по её же словам, видела лишь в кинофильмах и по телевидению.
В 1977—1979 года Дикинсон была замужем за актёром Роном Леви. Позже она уехала в Лос-Анджелес, где в 1987 году вышла замуж за Саймона Филдса. У супругов родился сын Натан Рэй Майкл Филдс (05.05.87). В 1993 году Дикинсон и Филдс развелись. Её последующими мужьями стали Альберт Б. Герстон (1995—1996) и Доктор Роберт Гернер (с 10 декабря 2016 года).
В 1993 году широкое освещение в прессе получила история романа Дикинсон — Сталлоне. Спустя несколько недель после первого свидания Дикинсон известила Сталлоне о своей беременности. Актёр был безумно рад, он давно мечтал стать отцом. Сталлоне был не против признать отцовство и жениться на Дикинсон. 23 февраля 1994 года Дикинсон родила дочь Саванну. Однако адвокаты Сильвестра Сталлоне, изучившие биографию Дженис, уговорили его сделать тест на отцовство. И оно доказало, что биологический отец не Сталлоне, а Майкл Бирнбаум, бывший бойфренд Дикинсон. Этот стимулировало разрыв отношений Сильвестра и Дженис. Позже Сталлоне утверждал, что это был безумнейший год его жизни.
В одном из своих интервью Дженис рассказала о знаменитой «Студии 54»: «Туда приходили невероятные люди, от Бьянки Джаггер до Роберта Де Ниро. Люди занимались сексом прямо в клубе. Это была другая эра, до СПИДа. Все друг с другом спали. Мне жалко тех, кто не веселился, как я. Я ни о чём не жалею. Раньше я спала и с женщинами, в том числе супермоделями. Все так делали. Но больше я этим не занимаюсь. Теперь у меня дети».
Дженис выпустила автобиографическую книгу с откровениями, ставшую бестселлером.
В марте 2016 года Дженис был поставлен диагноз рак молочной железы, который был вылечен.